# Globos de Ouro de 2007
A cerimónia de entrega dos Globos de Ouro relativos ao ano de 2006 realizou-se a 1 de abril de 2007 na Praça de Touros do Campo Pequeno, sendo transmitida pela SIC, com apresentação de Bárbara Guimarães.
Nesta edição, voltariam a ser entregues prémios relativos à área da televisão, que tinham sido entregues pela última vez em 2004, embora com categorias totalmente diferentes daquelas entregues entre 1996 e 2004. As categorias foram Melhor Beijo, Melhor Herói e Melhor Vilã e parecem ter sido inspiradas em cerimónias de entregas de prémios dedicadas a jovens, como os MTV Movie Awards. Todos os três prémios foram para personalidades da SIC, sendo dois deles para atores da telenovela juvenil Floribella. Estes prémios não voltariam a ser entregues. Apenas em 2019 voltariam a ser entregues prémios a personalidades pelo seu trabalho na área da televisão.

## Cinema
- - Melhor Filme:   Coisa Ruim, de Tiago Guedes e Frederico Serra
  - nomeado: 98 Octanas, de Fernando Lopes
  - nomeado: Transe, de Teresa Villaverde
  - nomeado: Viúva Rica Solteira Não Fica, de José Fonseca e Costa
  - Melhor Ator: Afonso Pimentel (Coisa Ruim, de Tiago Guedes e Frederico Serra)
  - nomeado: José Pedro Gomes (Filme da Treta, de José Sacramento)
  - nomeado: Marco d'Almeida (20,13, de Joaquim Leitão)
  - nomeado: Rogério Samora (98 Octanas, de Fernando Lopes)
  - Melhor Atriz:  Isabel Ruth (Vanitas, de Paulo Rocha)
  - nomeada: Ana Moreira (Transe, de Teresa Villaverde)
  - nomeada: Carla Chambel (98 Octanas, de Fernando Lopes)
  - nomeada: Manuela Couto (Coisa Ruim, de Tiago Guedes e Frederico Serra)

## Teatro
- - Melhor Peça: Música no Coração, encenação de Filipe La Féria no Teatro Politeama
  - Melhor Atriz: Maria do Céu Guerra (Todos os que Caem, de Samuel Beckett, enc. João Mota, no Teatro da Comuna)
  - Melhor Ator: João Lagarto (Começar a Acabar, de Samuel Beckett, enc. João Lagarto, no Teatro Nacional D. Maria II)

## Televisão
- - Melhor Beijo: Luciana Abreu e Diogo Amaral (Floribella) (SIC)
  - Melhor Herói: Fátima Lopes (Fátima) (SIC)
  - Melhor Vilã: Mafalda Vilhena (Floribella) (SIC)

## Moda
- - Melhor Estilista: Miguel Vieira
  - Melhor Modelo Masculino: Nuno Lopes
  - Melhor Modelo Feminino: Elsa
  - Personalidade do Ano: Filipe Carrilho

## Música
- - Melhor Intérprete Individual: Sérgio Godinho
  - Nomeado: André Sardet
  - Nomeado: Jacinta
  - Nomeado: Sam the Kid
  - Melhor Grupo:The Gift
  - Nomeados: Cool Hipnoise
  - Nomeados Dead Combo
  - Nomeados: Fingertips
  - Revelação do Ano: Mickael Carreira
  - Nomeada: Yolanda Soares
  - Nomeados: Nigga Poison
  - Nomeados: Cindy Kat

## Desporto
- - Melhor Desportista: Vanessa Fernandes
  - Melhor Treinador: José Mourinho
  - Melhor Futebolista: Cristiano Ronaldo

## Prémio de Mérito e Excelência
- Herman José